# John Sharp
John Sharp, né à Bradford le 5 août 1920 et mort à Londres le 26 novembre 1992, est un acteur britannique.
Si John Sharp a fait l'essentiel de sa carrière à la télévision, il faut cependant relever son interprétation au cinéma de l'oncle pince-sans-rire dans le mélodrame italien L'Incompris (Incompreso) de Luigi Comencini en 1967.

## Filmographie partielle

### Cinéma
- 1952 : Angels One Five, de George More O'Ferrall : Boss
- 1965 : Bunny Lake a disparu (Bunny Lake is missing), d'Otto Preminger : homme aux empreintes
- 1966 : L'Incompris (Incompreso), de Luigi Comencini : l'oncle William
- 1973 : The Wicker Man de Robin Hardy : Dr Ewan
- 1974 : Attention, on va s'fâcher ! (Altrimenti ci arrabbiamo), de Marcello Fondato : Le Boss
- 1975 : Galileo, de Joseph Losey : le moine
- 1975 : Barry Lyndon, de Stanley Kubrick : Doolan
- 1977 : Jabberwocky, de Terry Gilliam : le sergent à la porte
- 1979 : The Quiz Kid, de Bill Hays : Stanwell
- 1979 : Mani di velluto de Castellano et Pipolo : Benny
- 1980 : Le Complot diabolique du docteur Fu Manchu (The Fiendish Plot of Dr Fu Manchu), de Piers Haggard
- 1983 : L'Habilleur (The Dresser), de Peter Yates : M. Bottomley

### Télévision
- 1967 : Le Prisonnier (épisode 12 : J'ai changé d'avis) : Numéro 2
- 1971 : La Grande Aventure de James Onedin (The Onedin Line) de Cyril Abraham : Percy Spendilow